# Perkozek białoskrzydły
Perkozek białoskrzydły (Tachybaptus dominicus) – gatunek średniej wielkości ptaka z rodziny perkozów (Podicipedidae). Zamieszkuje tereny Nowego Świata, od południowo-środkowych USA na północy, przez Meksyk i Amerykę Środkową do Ameryki Południowej (po północną Argentynę na południu). Nie jest zagrożony wyginięciem.

## Systematyka
Po raz pierwszy gatunek został opisany naukowo w 1766 roku przez Karola Linneusza, który nadał mu nazwę Colymbus dominicus. Bywał umieszczany w rodzaju Podiceps, rzadziej w Poliocephalus. Niekiedy wydzielano go do monotypowego rodzaju Limnodytes. Ksepka et al. (2013) zaproponowali przywrócenie rodzaju Limnodytes i przeniesienie doń T. dominicus, ale jak się wkrótce okazało, nazwa Limnodytes była już w użyciu w stosunku do żab, toteż w erracie do swej publikacji autorzy zaproponowali nową nazwę rodzaju – Dominicus.
IOC wyróżnia 5 podgatunków Tachybaptus dominicus.

## Podgatunki i zasięg występowania
Perkozek białoskrzydły zamieszkuje w zależności od podgatunku:
- T. d. brachypterus (Chapman, 1899) – południowy Teksas (USA) do zachodnio-środkowego Meksyku i Panamy
- T. d. bangsi (Van Rossem & Hachisuka, 1937) – zachodni Meksyk
- T. d. dominicus (Linnaeus, 1766) – Wielkie Antyle, Bahamy[2]
- T. d. brachyrhynchus (Chapman, 1899) – północna część Ameryki Południowej na południe po północną Argentynę
- T. d. eisenmanni Storer & Getty, 1985 – zachodni Ekwador

## Morfologia
Perkozek białoskrzydły mierzy 22–27 cm długości i waży 81–182 gramów. Jest najmniejszym przedstawicielem swojej rodziny. Charakteryzuje się kasztanowym upierzeniem podobnie do innych przedstawicieli swego rodzaju zamieszkujących Stary Świat.

## Ekologia
Buduje pływające gniazdo na wodach o głębokości do 1,5 metra. Trzy do sześciu białych jaj oboje partnerzy wysiadują około 21 dni. Paskowane pisklęta często wożone są na grzbiecie dorosłych osobników.
Są doskonałymi pływakami i nurkami. Pożywienia poszukują pod wodą. Żywią się przede wszystkim małymi rybami oraz wodnymi owadami.

## Status
Międzynarodowa Unia Ochrony Przyrody (IUCN) uznaje perkozka białoskrzydłego za gatunek najmniejszej troski (LC – least concern) nieprzerwanie od 1988 roku. Trend liczebności populacji uznawany jest za stabilny.